# Ротру III дю Перш

Графство Перш на карте Франции XII века

Ротру III Великий (фр. Rotrou III.; ум. 6 или 8 мая 1144) — граф Перша с 1100/1101 года, сеньор Беллема с 1126 года. Сын Жоффруа I де Мортань и Беатрис де Руси.

## Биография
Родился не позднее 1080 года.
Вместе с герцогом Нормандии Робертом II участвовал в Первом крестовом походе, в том числе в осаде Антиохии и Иерусалима (1099 год). Вернулся в Перш после смерти отца.
Во время конфликта между королём Генрихом Английским и герцогом Нормандским Робертом Ротру III сначала поддерживал герцога, потом перешёл на сторону короля и в 1103 году женился на его внебрачной дочери.
В 1111 году воевал на стороне Англии с королём Франции и его союзниками — сеньором де Беллем и графом Анжуйским. Попал в плен, в это время город Мортань был сожжен.
После освобождения отправился в Испанию, воевал на стороне своего двоюродного брата Альфонса I Арагонского до 1118 года.
После смерти в 1135 году Генриха Английского Ротру III сначала поддерживал нового короля Стефана в его борьбе с Матильдой — другой претенденткой на престол. Однако в 1141 году организовал собрание нормандских баронов, на котором они присоединились к Матильде и её мужу Жоффруа Плантагенету. При их поддержке Жоффруа Анжуйский начал завоевание Нормандии. Во время осады Руана 6 или 8 мая 1144 года Ротру III был смертельно ранен выстрелом из арбалета.

## Семья и потомство
Ротру был женат трижды. Имя и происхождение первой жены неизвестно. Дочь:
- Беатриса — жена Рено IV, сеньора де Шато-Гонтье.

В 1103 году Ротру женился на Матильде (ум. 25.11.1120), внебрачной дочери английского короля Генриха I от любовницы  по имени Эдит (она владела землями в Девоне и пережила свою дочь). В качестве приданого  получила от отца земли в Уилтшире. Погибла вместе с братом Вильгельмом, пытавшимся её спасти, во время крушения «Белого корабля». В браке имела двух дочерей:
- Филиппа — жена графа Мэн Эли II.
- Фелиция

Не позднее 1126 года Ротру женился в третий раз — на Авизе, дочери Уолтера Солсбери. У них было трое сыновей:
- Ротру IV дю Перш (ум. 27 июля 1191) — граф Перша.
- Жоффруа (ум. после 1154 года)
- Стефан (Этьен) (ум. 1169) — канцлер королевства Сицилия.

После смерти Ротру III его вдова вышла замуж за Роберта I де Дрё (ум. 1188), который возможно являлся отцом Стефана (Этьена).